# جوني بريان هنت
جوني بريان هنت (بالإنجليزية: Johnnie Bryan Hunt)‏ هو رائد أعمال أمريكي، ولد في 28 فبراير 1927 في هيبير سبرينغز في الولايات المتحدة، وتوفي في 7 ديسمبر 2006 في سبرينغدل في الولايات المتحدة.